# Colin S. Gray
Colin Spencer Gray (* 29. Dezember 1943 in Oxfordshire; † 27. Februar 2020) war ein britisch-amerikanischer Politikwissenschaftler und Theoretiker der Geopolitik. Als Inhaber einer doppelten Staatsbürgerschaft war er als Militärberater sowohl für die US-Regierung als auch die britische Regierung tätig. Er lehrte als Professor für Internationale Beziehungen und Strategische Studien an der Universität Reading. Zudem war er Senior Associate an der von ihm gegründeten US-amerikanischen Denkfabrik National Institute for Public Policy und externer Forscher für das United States Army War College.

## Leben
Gray studierte an der Universität Manchester und der Universität Oxford, wo er 1970 promoviert wurde. Bevor er die Professur in Reading übernahm, lehrte er an der britischen Universität Lancaster, der kanadischen York-Universität in Toronto und an der Universität von British Columbia. Er war in führenden Positionen für das Canadian Institute of International Affairs in Toronto, das International Institute for Strategic Studies in London und das Hudson Institute tätig. 1981 gründete er das National Institute for Public Policy. Von 1982 bis 1987 war Gray Mitglied im Allgemeinen Beratungskomitee über Rüstungskontrolle und Abrüstung (General Advisory Committee on Arms Control and Disarmament) unter Präsident Ronald Reagan.
Internationales Aufsehen erregte Gray 1980 mit der These, dass ein Atomkrieg führbar und gewinnbar sei. Als Preis für einen solchen Entscheidungskrieg um eine neue Weltordnung nannte er 20 Millionen tote Amerikaner, zehnmal soviel aber würden die heile, von westlichen Wertvorstellungen geprägte nachatomare Welt erleben.

## Schriften (Auswahl)
- Strategy and politics. Routledge/Taylor & Francis Group, London 2016, ISBN 978-0-415-71476-1.
- Strategy and defence planning. Meeting the challenge of uncertainty. Oxford University Press, Oxford 2014, ISBN 978-0-19-870184-2.
- Perspectives on strategy. Oxford University Press, Oxford 2013, ISBN 978-0-19-967427-5.
- National security dilemmas : challenges & opportunities. Potomac Books, Washington D.C. 2009, ISBN 978-1-59797-262-8.
- The Sheriff. America's Defense of the New World Order. The University Press of Kentucky, Lexington KY 2004, ISBN 0-8131-2315-1.
- Geopolitics, geography, and strategy. Frank Cass, London; Portland (Oregon) 1999, ISBN 0-7146-4990-2.
- The Geopolitics of Super Power. University Press of Kentucky, Lexington KY 1988, ISBN 0-8131-1627-9.